# Římskokatolická farnost Rusava
Římskokatolická farnost Rusava je územní společenství římských katolíků s farním kostelem Povýšení svatého Kříže v děkanátu Holešov. 

## Historie farnosti
První písemná zmínka o obci pochází z roku 1667. Údolí horního toku Rusavy bylo sporadicky osídleno již v předchozích staletích (na území dnešní Rusavy se např. nacházela středověká ves Jestřebí, od poloviny 15. století opuštěná), skutečná vesnice zde však vznikla teprve poté, co se sem z nařízení zemského hejtmana Jana z Rottalu nuceně přestěhovali Valaši po jednom z nezdařených povstání.
Farní kostel byl postaven v letech 1777-1779.

## Duchovní správci
Administrátorem excurrendo je od července 2017 R. D. Mgr. Jan Hrudík.

## Bohoslužby
| Kostel                 | Místo  | Bohoslužba (den) | Hodina                                   | Poznámka     |
| ---------------------- | ------ | ---------------- | ---------------------------------------- | ------------ |
| Povýšení svatého Kříže | Rusava | neděle středa    | 11.30 17.00 (zimní čas)18.00 (letní čas) | farní kostel |

## Aktivity ve farnosti
Ve farnosti se pravidelně koná tříkrálová sbírka. V roce 2017 činil její výtěžek 19 968 korun.